# 鄭玄宗
鄭 玄宗（Chong Hyon Jong、チョン・ヒョンジョン、1939年12月17日 - ）は韓国の詩人。ソウル特別市出身。

## 略歴
1939年12月17日、ソウル特別市に生まれる。1965年延世大学校哲学科を卒業した。ソウル新聞、中央日報で記者生活をし、ソウル芸術大学文芸創作学科教授を経て、1982年から延世大学校国文科教授として在職、2005年に退任した。1965年『現代文学』に『여름과 겨울의 노래(夏と冬の歌)』が推薦され登壇し、1972年の初詩集『사물의 꿈(物事の夢)』で注目を浴びた。
初期の詩は、観念的な特徴があり、物事の存在意義を主に書いたが、1980年代以降は具体的な生命現象に対する共感について主に書いている。鄭の詩は、苦痛/祭り、水/火、重さ/軽さ、悲しみ/喜びなどのように相反する情緒の葛藤と不和を詠いながらも、現実を夢に、苦痛を喜びに変えようとする精神の力動的な緊張を探求した。このような詩的探求は、第2詩集『나는 별 아저씨(私は星おじさん)』、第3詩集『떨어져도 튀는 공처럼(落ちても跳ねるボールのように)』まで続く。しかし、第3詩集『사랑할 시간이 많지 않다(愛する時間は多くない)』を境に鄭は現実と夢の葛藤よりは生命現象の内的交感や自然の驚異などを詠いながら、葛藤よりは和解の世界を目指す新しい傾向を見せている。このような詩的関心は、第5詩集『한 꽃송이(一つの花房)』で更に明らかになっており、文明と人工は人を抑圧する反面、自然は人間を救う唯一の尺度であるという内容の詩『자(尺)』はその変化を率直に見せている。鄭の詩は、叙情詩の伝統を革新し、新しい現代詩の可能性を開拓したことに意義がある。

## 年譜
- 1939年12月17日、ソウル特別市に生まれる。[1]
- 1978年、韓国文学作家賞受賞。
- 1992年、怡山文学賞受賞。
- 1995年、第40回現代文学賞受賞。
- 1996年、大山文学賞受賞。
- 2001年、未堂文学賞受賞。
- 2004年、第12回空超文学賞受賞。
- 2004年、Pablo Nerudaメダル受賞。
- 2006年、第2回耕岩学術生芸術部門。

## 代表作品
- 1965年、여름과 겨울의 노래(夏と冬の歌) [3][4]
- 1972年、사물의 꿈(物事の夢)
- 1978年、나는 별 아저씨(私は星おじさん)
- 1984年、떨어져도 튀는 공처럼(落ちても跳ねるボールのように)
- 1989年、사랑할 시간이 많지 않다(愛する時間は多くない)
- 1992年、한꽃송이(一つの花房)
- 1995年、세상의 나무들(世界の木々)
- 1996年、이슬(露)
- 1999年、갈증이며 샘물인(渇きで泉である)
- 2003年、견딜 수 없어(耐えられない)
- 2008年、광휘의 속삭임(光輝のささやき)